# Hiperurbanizacja
Hiperurbanizacja to gwałtowny wzrost liczby ludności miast w krajach słabo rozwiniętych, obserwowany w II połowie XX wieku, stan nierównowagi pomiędzy wzrostem liczby ludności miejskiej a wolnym tempem rozwoju gospodarczego. 
Za rosnącą liczbą ludności w miastach nie nadąża przyrost nowych miejsc pracy, mieszkań, a także infrastruktury technicznej, usługowej. Oznacza to pogorszenie warunków życia w mieście.
W rezultacie powstają ogromne peryferia jak w Meksyku czy w Kalkucie w Indiach. Trudno tam się doliczyć liczby mieszkańców, a także warunki życia potrzebują natychmiastowej i gruntownej przemiany. Co więcej liczba ludności tych miast wzrasta o wiele szybciej niż na całym świecie.